# Mój Nikifor
Pour plus de détails, voir Fiche technique et Distribution.
Mój Nikifor est un film biographique réalisé par Krzysztof Krauze, sorti le 24 septembre 2004 sur les écrans polonais. 

## Synopsis
Les dernières années du peintre polonais Nikifor Krynicki, dont la vie va changer après sa rencontre avec Marian Wosinski.

## Fiche technique
- Titre français : Mój Nikifor
- Titre polonais : Mój Nikifor
- Réalisation : Krzysztof Krauze

## Distribution
- Krystyna Feldman – Nikifor Krynicki
- Roman Gancarczyk – Marian Włosiński
- Lucyna Malec – Hanna Włosińska, femme de Marian
- Jerzy Gudejko – Ryszard Nowak
- Artur Steranko – docteur Rosen
- Jowita Miondlikowska – femme de ménage
- Marian Dziędziel – Budnik
- Ewa Wencel – directeur de « Zachęty »
- Magda Celówna – ami de Nikifor
- Katarzyna Paczyńska – Ala Włosińska, fille de Marian
- Karolina Paczyńska – Ewa Włosińska, fille de Marian
- Aleksander Mikołajczak – barman à la gare de Krynica
- Zbigniew Bogdański

## Récompenses
- Festival du film polonais de Gdynia de 2004 :
  - Meilleur rôle féminin (Krystyna Feldman)
  - Meilleur costume (Dorota Roqueplo)
  - Meilleur montage (Krzysztof Szpetmański)

- Orły :
  - Aigle de la meilleure actrice (Krystyna Feldman)
  - Aigle de la meilleure photographie (Krzysztof Ptak)
  - Aigle de la meilleure scénographie (Magdalena Dipont)
  - Aigle du meilleur son (Nikodem Wołk-Łaniewski)
  - Aigle du meilleur montage (Krzysztof Szpetmański)

- Festival international du film de Karlovy Vary :
  - Globe de Cristal - Grand Prix
  - Meilleur rôle féminin (Krystyna Feldman)
  - Meilleur réalisateur (Krzysztof Krauze)

- Camerimage :
  - Mention spéciale pour Krzysztof Ptak

- Festival international Cinéma et Costumes de Moulins de 2010 :
  - Meilleur film